# Herman Meulemans
Armandus Josephus Carolus "Herman" Meulemans (Aarschot, 19 oktober 1893 – Aarschot, 3 januari 1965) was een Belgisch componist, organist en muziekpedagoog.

## Levensloop
Meulemans vader was een ambachtsman en eveneens een muziekliefhebber. Herman Meulemans is de jongste broer van Arthur Meulemans. Herman Meulemans wordt in 1914 laureaat aan het Lemmensinstituut en onmiddellijk daarop organist aan de Onze Lieve Vrouwkerk van Aarschot als opvolger van zijn broer. Tevens was hij muziekleraar aan de Rijksmiddelbare School van Aarschot. In opvolging van zijn broer Arthur werd hij directeur aan de Orgel- en Zangschool te Hasselt. Ook leidde hij een tijdlang een solistenkoor dat met succes optrad in Aarschot.
Met grote belangstelling, enthousiasme en overtuiging volgde hij nauwgezet de muzikale evoluties van zijn tijd. Zo kende en bestudeerde hij het werk van zijn tijdgenoot Béla Bartók nog voor iemand in België daadwerkelijk belangstelling toonde voor deze grote componist. Prof. Denijs Dille (geboren in 1904 te Aarschot), eredirecteur van het Bartók-archief in Boedapest, verwijst steeds naar Herman Meulemans als zijn mentor en voorganger in zijn studie van de moderne muziek in de eerste helft van de twintigste eeuw.
Meulemans is de componist van diverse liederen op profane en religieuze teksten, (school)cantates, piano- en orgelwerken. Zijn talenten heeft hij steeds ten dienste gesteld van zijn geboortestad. Toch stierf hij arm en vergeten door zijn stadgenoten in Aarschot.

### Werken voor piano
- Vijf piano stukken
  1. Als de beke zingt
  2. Menuet
  3. Mazurka triste
  4. Wals
  5. Lentewandeling
- Drie Walsen
- Canzonetta
- Stoet
- Cantabile
- Blijde Finale

- Library of Congress Control Number: no97006948
- MusicBrainz: c61c4df1-0b9d-4ea1-bba0-e5a52c7bcb9b
- Virtual International Authority File: 73453829
- WorldCat: E39PBJj8KYkJG3vvjPP4MmmGHC